# Anja Breien
Anja Breien (Oslo, 12 luglio 1940) è una regista e sceneggiatrice norvegese.

## Biografia
Ha fatto parte della giuria alla 44ª Mostra internazionale d'arte cinematografica di Venezia. Il Festival international du film de La Rochelle le ha reso omaggio nel 2003.

## Filmografia
- Vokse opp (1967) cortometraggio
- 17. mai - En film om ritualer (1969) cortometraggio
- Dager fra 1000 år (1970)
- Voldtekt (1971)
- Wives (Hustruer)  (1975)
- Den allvarsamma leken (1977)
- L'eredità (Arven) (1979)
- Caccia alla strega (Forfølgelsen) (1981)
- Papirfuglen (1984)
- Hustruer - ti år etter (1985)
- Smykketyven (1990)
- Hustruer III (1996)
- Solvorn (1997) cortometraggio
- Å se en båt med seil (2001) documentario cortometraggio
- Uten tittel (2005) cortometraggio
- Etching (2009) documentario cortometraggio
- Yezidi (2009)	documentario
- Fra tyggengummiens historie (2012) documentario cortometraggio